# Миланович, Милан (1991)
Мила́н Мила́нович (серб. Милан Милановић / Milan Milanović; 31 января 1991, Косовска-Митровица, СФРЮ) — сербский футболист, защитник и капитан клуба «Слога Меридиан».

## Биография

### Клубная карьера
Миланович — воспитанник футбольной школы клуба «Ибар» из Косово, играл в его детских и молодёжных составах. В возрасте 15 лет отправился в белградский «Земун», где под руководством тренера Драгана Шипки добился значительного прогресса, впервые сыграв в юношеской сборной. Позднее тренировался в «Црвене Звезде», своём любимом клубе: на тренировках проявил неплохие навыки игры в баскетбол.
В 2008 году Милан приехал в Россию, где начал выступать за второй состав «Локомотива». Получил в клубе номер 6, под которым играл Бранислав Иванович; сам тренер команды Рашид Рахимов сравнивал юного Милана с тем же Ивановичем. В 2009 году был признан лучшим молодым игроком команды по версии болельщиков. Несмотря на старания и свои успехи в молодёжном первенстве, сыграть в чемпионате России Милану так и не удалось, и в 2011 году клуб отпустил серба из команды.
Миланович вскоре перешёл в «Палермо», получив игровой номер 15. Официальный переход состоялся в июле 2011 года. В августе 2011 года Милана отдали в аренду в «Сиену», которая выплатила «Локомотиву» компенсацию за игрока в размере 270 тысяч евро. В январе 2012 года Миланович вернулся в «Палермо», дебютировав 24 марта 2012 в матче Серии А против «Удинезе». 10 апреля 2012 в матче против «Ювентуса» получил травму, разбив себе нос.
В январе 2013 года Милан перешёл в «Виченцу» на правах аренды.

### Карьера в сборной
Неоднократно привлекался в юношеские и молодёжные сборные, играл на чемпионате Европы 2009 года среди юношей не старше 19 лет, где завоевал бронзовые награды.